# Göran Hård af Segerstad
Göran Hård af Segerstad, švedski rokometaš, * 31. marec 1945.
Leta 1972 je na poletnih olimpijskih igrah v Münchnu v sestavi švedske rokometne reprezentance osvojil sedmo mesto.